# Glattschnabelani
Der Glattschnabelani (Crotophaga ani) ist ein Vertreter der Gattung Crotophaga innerhalb der Familie der Kuckucke (Cuculidae). Der schwarze, auffallend langschwänzige Vogel kommt in weiten Teilen Südamerikas, auf fast allen Inseln der Karibik und in einigen Gebieten Floridas und Mittelamerikas vor. Sein charakteristischer Ruf wurde in einigen Sprachen für die Trivialnamen der Gattung namensgebend und bildet für diese Art das Artepitheton. Glattschnabelanis ernähren sich vorwiegend von Insekten, die sie vom Boden auflesen, aber auch in Büschen und auf Bäumen erbeuten. Wie die beiden anderen Arten der Gattung Crotophaga sind Glattschnabelanis keine Brutschmarotzer, sondern vornehmlich Gemeinschaftsbrüter. Gewöhnlich legen mehrere Weibchen ihre Eier in ein gemeinschaftlich errichtetes Nest und ziehen gemeinsam mit anderen Gruppenmitgliedern die Jungen auf. Die monotypische Art ist stellenweise häufig und gilt in ihrem Bestand als nicht gefährdet. In einigen Gebieten entlang der mittelamerikanischen und südamerikanischen Pazifikküste breitet sie sich stark aus und verdrängt dort zuweilen den Riefenschnabelani.

## Aussehen
Glattschnabelanis sind mit etwa 35 Zentimetern Körperlänge, wovon gut die Hälfte auf den Schwanz entfällt, etwas größer als die sehr nahe verwandten Riefenschnabelanis. Sie sind also etwa so groß wie Stadttauben, jedoch bedeutend leichter als diese. Männchen dieser Art wiegen im Durchschnitt um die 110 Gramm, die etwas leichteren Weibchen 93 Gramm. Die Größenunterschiede zwischen den Geschlechtern sind unerheblich, ein Färbungsdimorphismus besteht nicht. Bestes, allerdings nur aus der Nähe brauchbares Unterscheidungsmerkmal ist die größere Schnabelhöhe des Männchens.

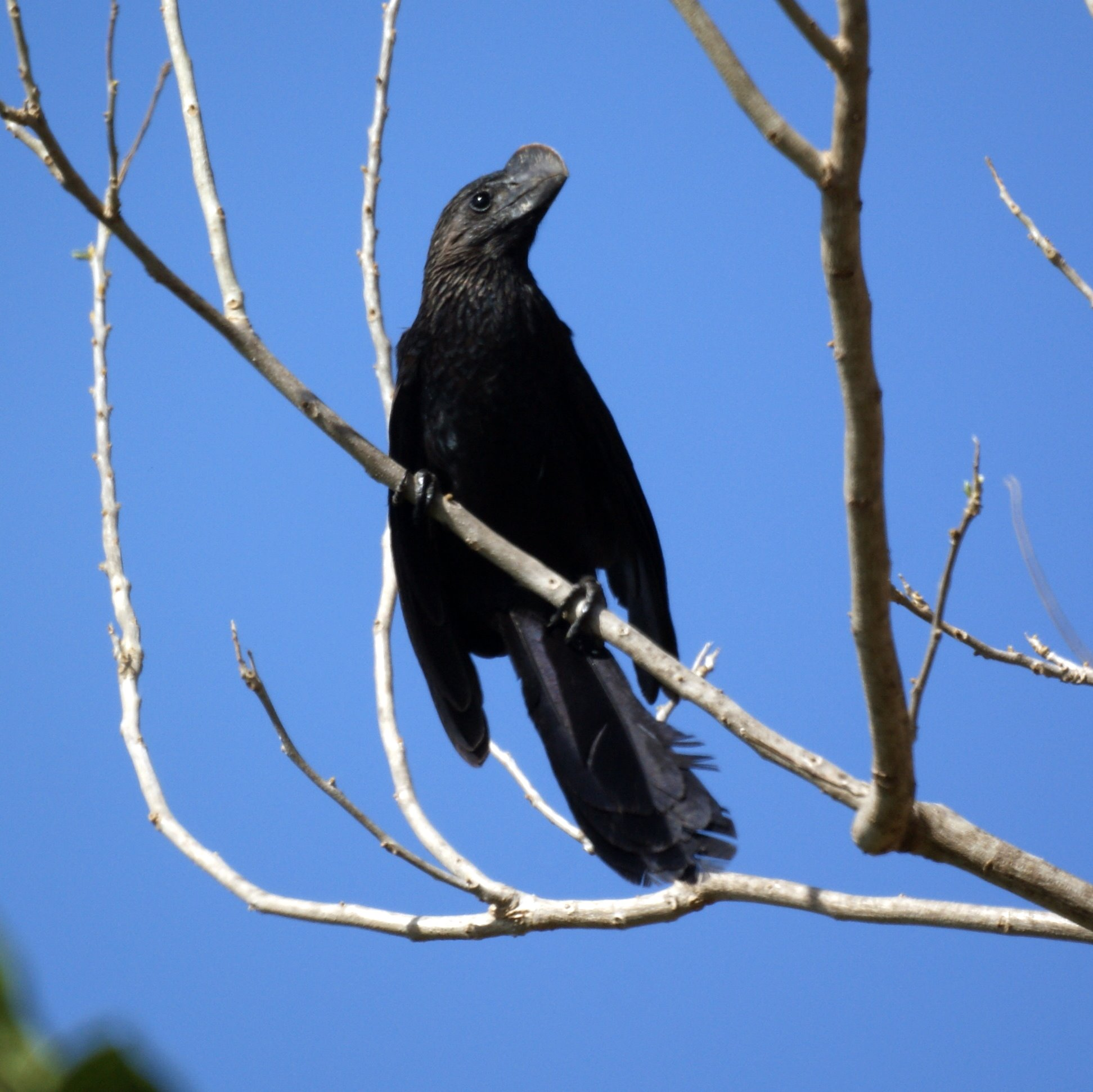
Glattschnabelani – Männchen

Glattschnabelanis sind im Gesamteindruck einheitlich schwarze Vögel mit einem sehr langen, zur Spitze hin verbreiterten Schwanz, der vor allem am Boden oft deutlich aufwärts gerichtet ist. Das Gefieder weist am Nacken einen bronzebräunlichen Glanz auf, die Federränder am Rücken schimmern bläulich und jene der Flügeldecken violett. Die Nackenfedern stehen häufig etwas ab. Die Ränder der breiten, langen Steuerfedern weisen zuweilen wie das Rückengefieder einen bläulichen Glanz auf. Wie bei allen Anis wirkt der Schnabel seitlich zusammengedrückt. Bei älteren Männchen ist der Oberschnabel kammartig erhöht, sodass er auf der Oberseite eine Kante bildet. Sein First überragt den Kopfscheitel. Die Schnabelränder sind glatt, bei älteren Individuen auch rissig oder leicht gefurcht. Weibchen haben einen etwas weniger mächtigen Schnabel. Die Iris ist dunkelbraun oder schwarz. Auch die kräftigen Füße, Zehen und Krallen sind schwarz.
Immature Glattschnabelanis gleichen weitgehend adulten. Der Gefiederglanz fehlt ihnen jedoch weitgehend, der Schnabel ist weniger mächtig, der Schnabelkamm nicht vollständig ausgebildet.
Glattschnabelanis und Riefschnabelanis kommen in weiten Gebieten gemeinsam vor. Ihre feldornithologische Unterscheidung ist oft schwierig, wird aber durch die deutlich unterschiedlichen und fast ständig zu hörenden Rufe wesentlich erleichtert. Visuell sind immature Vögel oft kaum sicher zu identifizieren. Bei adulten ist die Schnabelform, beziehungsweise das Vorhandensein oder Fehlen der Schnabelkerben ein verlässliches Unterscheidungsmerkmal. Zusätzliche Hilfe kann der Glanz des Gefieders, insbesondere des Kopf- und Nackengefieders geben: Bei Glattschnabelanis schimmert dieses bronzebräunlich, bei Riefenschnabelanis blau-türkis.

## Stimme
Wie alle Anis ist auch diese Art akustisch sehr auffällig. Ihr Stimmrepertoire ist groß. Charakteristisch ist ein langgezogenes, hohes, leicht wimmernd, gepresst klingendes Aaji, das in unterschiedlichen Intervallen, oft auch in Ruffolgen oder schnellen Gruppen geäußert wird. Die zweite Silbe wird ansteigend und beschleunigt vorgetragen. Dieser Ruf wurde in sehr vielen Sprachen für die Gattung namensgebend und wird auch durch das Artepitheton umschrieben. Daneben ist in der Gruppen- und Partnerkommunikation eine Vielfalt an gluckenden, schnatternden, miauenden und krächzenden Lauten zu hören. 13 verschiedene Lautäußerungen wurden unterschiedlichen sozialen Situationen zugeordnet.

## Verbreitung und Lebensraum

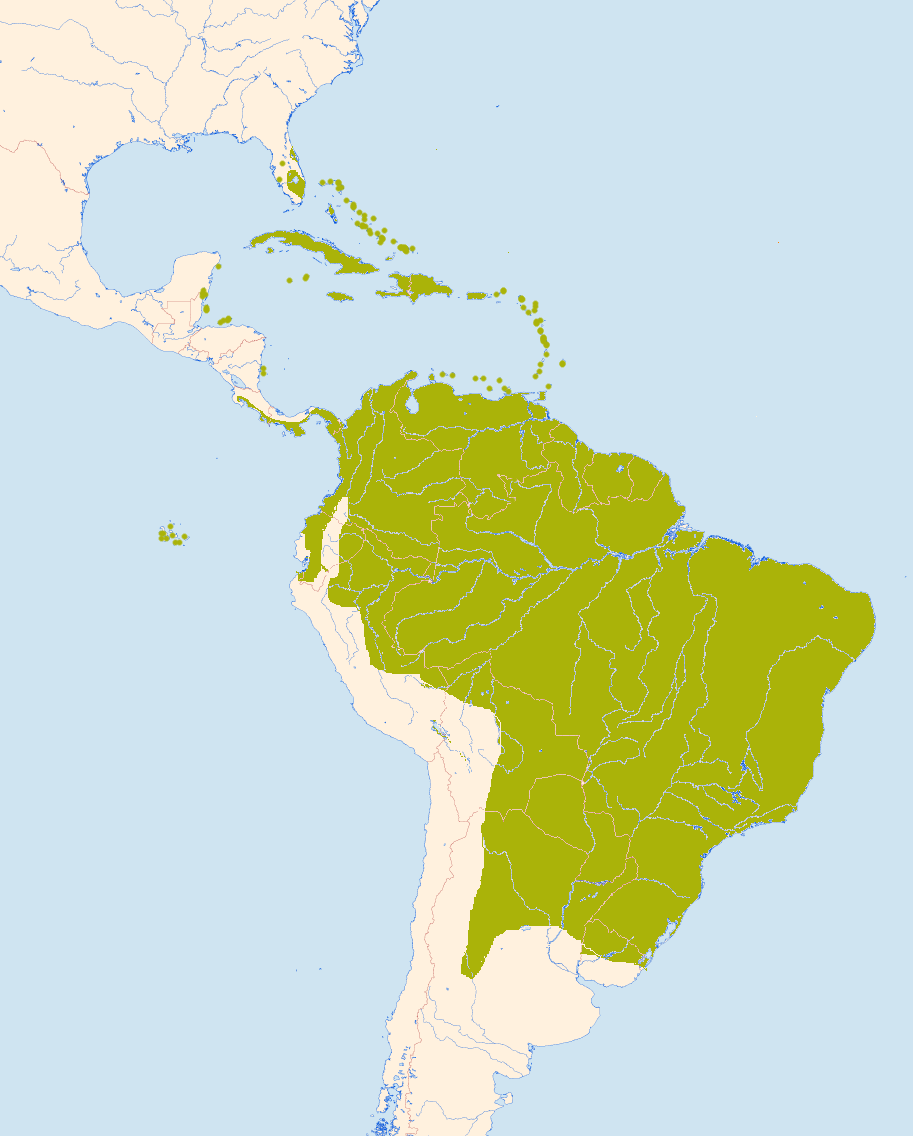
Verbreitungsgebiet der Art

Das Verbreitungsgebiet des Glattschnabelanis ist sehr groß. Es erstreckt sich von der Halbinsel Florida über die Bahamas, die Großen- und Kleinen Antillen südwärts bis Nordargentinien.
In Florida ist die Art im Süden der Halbinsel weit verbreitet, nach Norden reichen die Vorkommen etwa bis Palm Beach. Einige Inselvorkommen liegen weiter nördlich und im Binnenland. Glattschnabelanis sind auf den Bahamas, auf den Großen Antillen, auf den Kaimaninseln, den Jungferninseln und Providencia häufig, ebenso auf St. Vincent, Dominica und Grenada. Verbreitet ist die Art auch auf Trinidad, selten jedoch auf Martinique und Guadeloupe. Auf vielen kleinen Inseln brüten in manchen Jahren Glattschnabelanis und fehlen dann wieder über einen längeren Zeitraum.
Im Zentralamerika brütet die Art nur vereinzelt in einigen Gebieten Yukatans, vor allem auf den der Halbinsel vorgelagerten Inseln, häufiger und in geschlosseneren Arealen an der Pazifikküste Costa Ricas und Panamas und südostwärts der Kanalregion im gesamten Panama.
In Südamerika liegen die Brutvorkommen der Art vor allem östlich der Anden und reichen von der südamerikanischen Golf- und Atlantikküste südwärts über das gesamte Kolumbien, Venezuela, Brasilien, Paraguay und Uruguay bis ins nördliche Argentinien. Östlich der Andenhauptkette ist die Art weiters in Ecuador, Peru und in Bolivien Brutvogel. Westlich der Andenkette erstreckt sich ein schmales Verbreitungsgebiet entlang der kolumbianischen Pazifikküste bis ins nördlichste Peru.
Seit den 60er Jahren des vorigen Jahrhunderts kommt die Art auf den Inseln des Galápagos Archipels vor, zuerst auf Isabela, heute auf fast allen Inseln. Die näheren Umstände ihres Auftretens sind nicht bekannt, doch wird angenommen, dass die Art eingeführt wurde, möglicherweise in der Absicht, die Zeckenplage bei den Rinderherden zu reduzieren. Heute steht man der Verbreitung des Glattschnabelanis auf Galapagos sehr skeptisch gegenüber und es gibt Überlegungen, den Bestand zu regulieren beziehungsweise auf einigen Inseln völlig auszulöschen.
Glattschnabelanis bewohnen eine Vielzahl mäßig feuchter bis feuchter Habitate. Sie sind in ihrer Lebensraumwahl recht anpassungsfähig und dringen auch in die unmittelbare Umgebung menschlicher Siedlungen vor, wo sie zum Beispiel in baumbestandenen Wiesen, Parks, Golfplätzen, am Rande von Plantagen oder an Straßenrändern Brutmöglichkeiten finden. Glattschnabelanis gehören häufig zu den ersten Vögeln, die frisch gerodetes Land besiedeln. Natürliche Lebensräume sind vor allem sekundäres Buschland, ausgedehnte Waldlichtungen, Sekundärwälder, insbesondere Bestände mit Ameisenbäumen, flussbegleitende Gehölze, Randgebiete an stehenden Gewässern, Mangroven, vor allem aber locker baumbestandene Savannen und ausgedehnte, extensiv genutzte Weideflächen. Glattschnabelanis kommen vor allem in Niederungen und in Höhen bis 500 Metern vor, Brutplätze in über 2000 Meter Höhe sind aus Venezuela, Kolumbien, Ecuador und Peru bekannt.

### Raumbedarf
Glattschnabelanis sind zumindest während der Brutzeit streng territorial, die residenten Populationen während des gesamten Jahres. Ein Territorium umfasst den Nistbaum, die Schlafbäume und die Flächen zur Nahrungssuche. Es wird vor allem gegenüber Artgenossen und Riefenschnabelanis verteidigt, während Riesenanis geduldet werden. Die Territoriumsgröße ist von der Größe der Gruppe abhängig. Bei Gruppen mit drei Adulten wurden 6,2 Hektar festgestellt, 5 Adulte benötigen 8,7 Hektar und 6–9 erwachsene Gruppenmitglieder 9,6 Hektar.

### Wanderungen
Glattschnabelanis sind Standvögel. Die meisten Populationen verbleiben während des gesamten Jahres in ihren Territorien. Kleinräumige Wanderungen in feuchtere Gebiete während der saisonalen Trockenzeiten kommen vor. Dann können sich mehrere Gruppen vereinigen und vorübergehend recht große Gesellschaften von dreißig und mehr Individuen bilden. Die häufige Anwesenheit von Glattschnabelanis auf den Dry Tortugas legt die Vermutung nahe, dass Wanderungen zwischen Florida und Kuba stattfinden. Im Gegensatz zum Riefenschnabelani werden Glattschnabelanis in den USA außerhalb ihrer Brutgebiete nur selten beobachtet.

## Nahrung und Nahrungserwerb
Glattschnabelanis ernähren sich und ihre Jungen vor allem mit Insekten. Heuschrecken bilden unter diesen den größten Anteil. Daneben wird jede verfügbare andere Art, wie Fangschrecken, Maulwurfsgrillen, Schaben, Käfer, darunter auch eine Reihe von Rüsselkäfern, die Schadinsekten in Zuckerrohrplantagen und Zitrushainen seinen können, Schmetterlinge und ihre Raupen und Libellen gefressen. Auch Spinnen, Asseln und Würmer gehören zum Nahrungsspektrum. Gelegentlich erbeuten diese Anis kleine Säugetiere, Reptilien, Amphibien, Vögel und ihre Eier und auch Schnecken und Fische. Insgesamt beträgt der tierische Nahrungsbestandteil über 90 Prozent. Vor allem in den jeweiligen Trockenzeiten spielen Früchte, Samen und Beeren eine gewisse Rolle.
Die Nahrung wird am Boden oder von niedriger Vegetation abgelesen, ebenso aber auch in Büschen, auf Ästen oder im Laub der Bäume gesucht. Auch Flugjagden nach schwärmenden Insekten sowie kurze Fangflüge nach fliehenden Arten gehören zu den Jagdstrategien. Glattschnabelanis suchen die Nähe zu Herdentieren und zu Capybaras, um die durch diese aufgescheuchten Insekten zu erbeuten, oder um blutsaugende Insekten und Zecken direkt von den Tieren zu picken. Sie folgen Gürteltieren und Zügen von Treiberameisen, um Insekten und anderes flüchtendes Kleingetier zu erbeuten. Auf der Suche nach Bodenlebewesen stochern sie oberflächlich im Boden und suchen auch im Dung nach Beutetieren.

## Verhalten

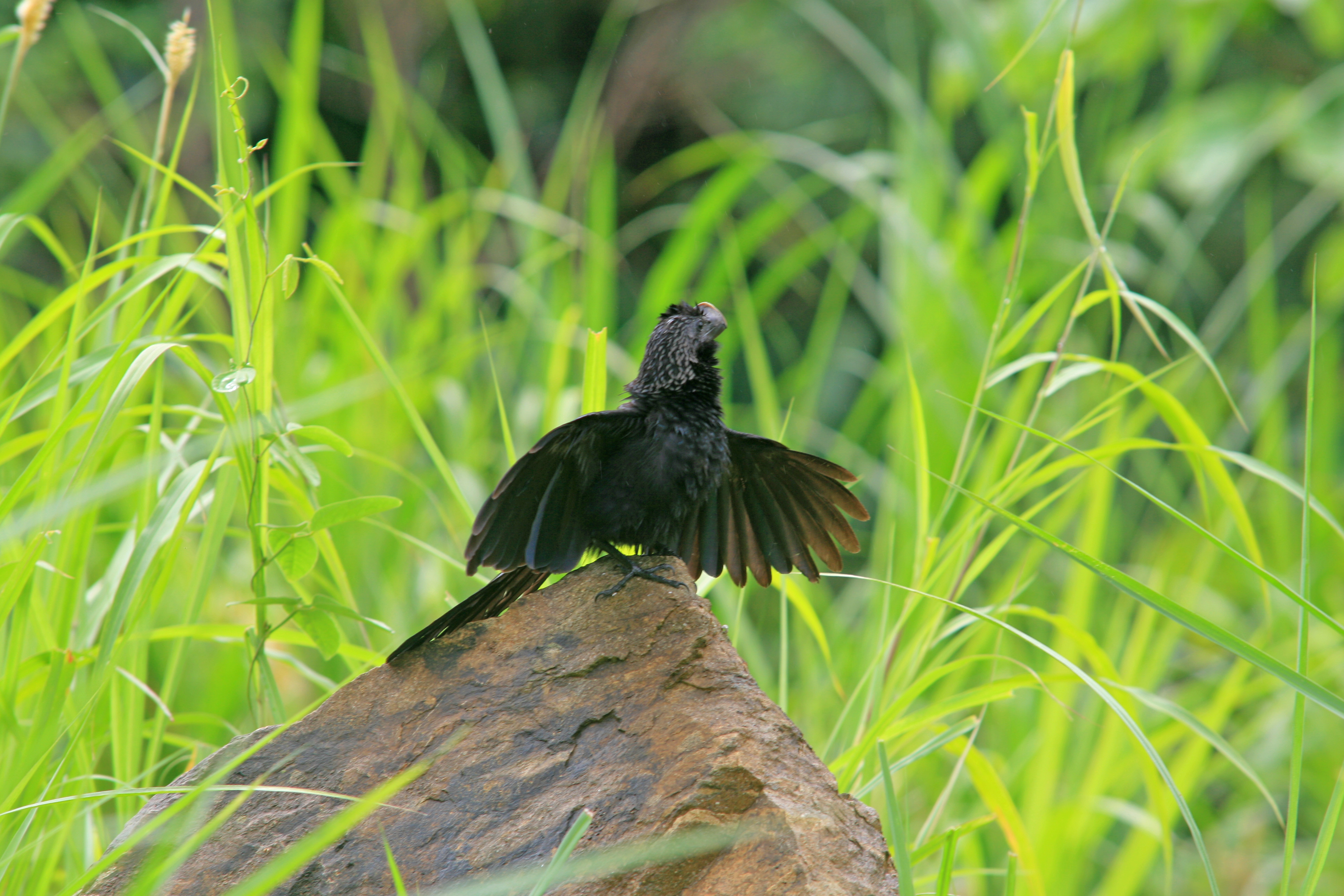
Glattschnabelani beim Sonnenbaden

Glattschnabelanis sind tagaktiv. Ihre Aktivitätszeit entspricht in etwa der Tageslänge. Die Aktivitätsgipfel liegen in den Vormittagsstunden bis etwa 11 Uhr und reichen vom späteren Nachmittag bis Sonnenuntergang. Während der heißen Mittagsstunden ruhen sie meist im Schatten von Büschen oder Bäumen. Am Morgen verbringen sie einige Zeit mit Sonnenbaden, bei dem sie das Gefieder sträuben und die Flügel spreizen. Am Boden schreiten oder laufen sie bei der Verfolgung von Beute, beziehungsweise hüpfen beidbeinig. Noch nicht flügge Nestlinge können mit Hilfe des Schnabels und der Krallen durchs Geäst klettern. Der Flug ist geradlinig und nicht besonders schnell. Einigen schnellen Flügelschlägen folgt eine Gleitphase. In Gruppen fliegen die Vögel hintereinander in einer Linie.

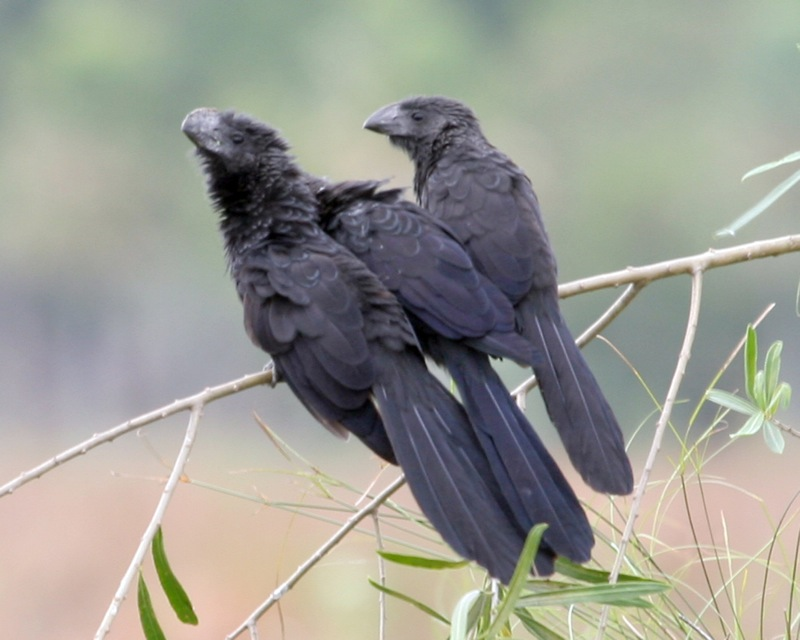
Gruppe von Glattschnabelanis. Vorne ein Männchen; der dritte Vogel ist wahrscheinlich ein Weibchen

Wie alle Anis sind sie in hohem Maße soziale Vögel. Sie schlafen oft in Körperkontakt nebeneinander, gehen gemeinsam auf Nahrungssuche und sind häufig bei gegenseitiger Gefiederpflege zu sehen. Auch die Abwehr rivalisierender Gruppen von Artgenossen oder potenzieller Feinde oder Nesträuber erfolgt gemeinschaftlich. Die Gruppen bestehen aus einem Paar oder mehreren weitgehend monogamen Paaren sowie einigen unverpaarten adulten Vögeln und den Jungvögeln einer Brutsaison. Sie umfassen meist nicht mehr als 11 Individuen, gelegentlich aber bis zu dreißig. Brütende Einzelpaare kommen selten vor. Innerhalb der Gruppen bilden die Paare besondere, engere Einheiten. Gelegentlich sind Glattschnabelanis bei der Nahrungssuche mit Carolinatauben und Dohlengrackel vergesellschaftet, Spottdrosseln, Graue Königstyrannen, Gelbschnabelkuckucke sowie Kubastärlinge und andere Arten dieser Gattung werden hingegen attackiert und aus dem Revier vertrieben.
Aggressionshandlungen beschränken sich vor allem auf lautes Rufen und Verfolgungsflüge. Zwischen Artgenossen kann es jedoch zu sehr heftigen Berührungskämpfen kommen, die Verletzungen nach sich ziehen können. Es liegen indirekte Hinweise vor, dass diese auch tödlich enden können.
Vor Flugfeinden, die adulten Glattschnabelanis direkt gefährlich werden können, fliehen sie leise in sichere Deckung. Vor Bodenfeinden bzw. kletterndern Feinden wie Schlangen, Opossums, Waschbären, Mardern, Katzen und Ratten, sowie vor Rabenvögeln warnen sie lautstark und attackieren die Eindringlinge durch Sturzflüge auch direkt. Auch Menschen können in Nestnähe direkt angegriffen werden.

## Brutbiologie
Glattschnabelanis werden als Jährlinge geschlechtsreif, brüten jedoch oftmals erst ein Jahr später. Sie bilden weitgehend monogame Partnerschaften, die über eine Saison, aber auch länger bestehen können. Polygynie und Polyandrie kommen selten vor und werden meist durch den Tod eines Paarpartners ausgelöst, auch Extra-Paar-Kopulationen sind, soweit bekannt, selten. Die Paarungen erfolgen vor allem im Nistbaum oder im Nest selbst, meist übergibt dabei das Männchen dem Weibchen ein Brautgeschenk. Üblicherweise besteigt das Männchen das Weibchen, es wurden aber auch Kopulationen in umgekehrter Ordnung beobachtet.
Wie ihre Verwandten sind Glattschnabelanis Gemeinschaftsbrüter, jedoch ist die Brutkonkurrenz zwischen den Paaren, die bei allen Anis vorhanden ist, bei dieser Art sehr ausgeprägt und kann in Einzelfällen sehr heftige Berührungskämpfe zur Folge haben. Wenn ein Nest zerstört wird, versuchen legebereite Weibchen ihre Eier in die Gruppennester benachbarter Gruppen zu legen.
Der Nestplatz wird von einem Teil der Gruppe gewählt und mit lautem Rufen angezeigt. Es kann vorkommen, dass eine andere Teilgruppe einen anderen Standort bevorzugt und gleichzeitig an zwei Nestern gebaut wird. Üblicherweise jedoch entscheidet sich die Gruppe für einen Nestplatz und errichtet das Nest unter Beteiligung aller Mitglieder in ein bis zwei Wochen. Es ist eine massive Konstruktion aus Zweigen, Ranken und Halmen, innen mit weichen Materialien ausgelegt. Es weist einen äußeren Durchmesser von bis zu 30 Zentimetern auf und einen inneren von bis zu 20. Die Napftiefe schwankt zwischen 5 und 9 Zentimetern. Die Nester liegen meist relativ niedrig in dichten, bevorzugt dornigen Büschen oder Bäumen.

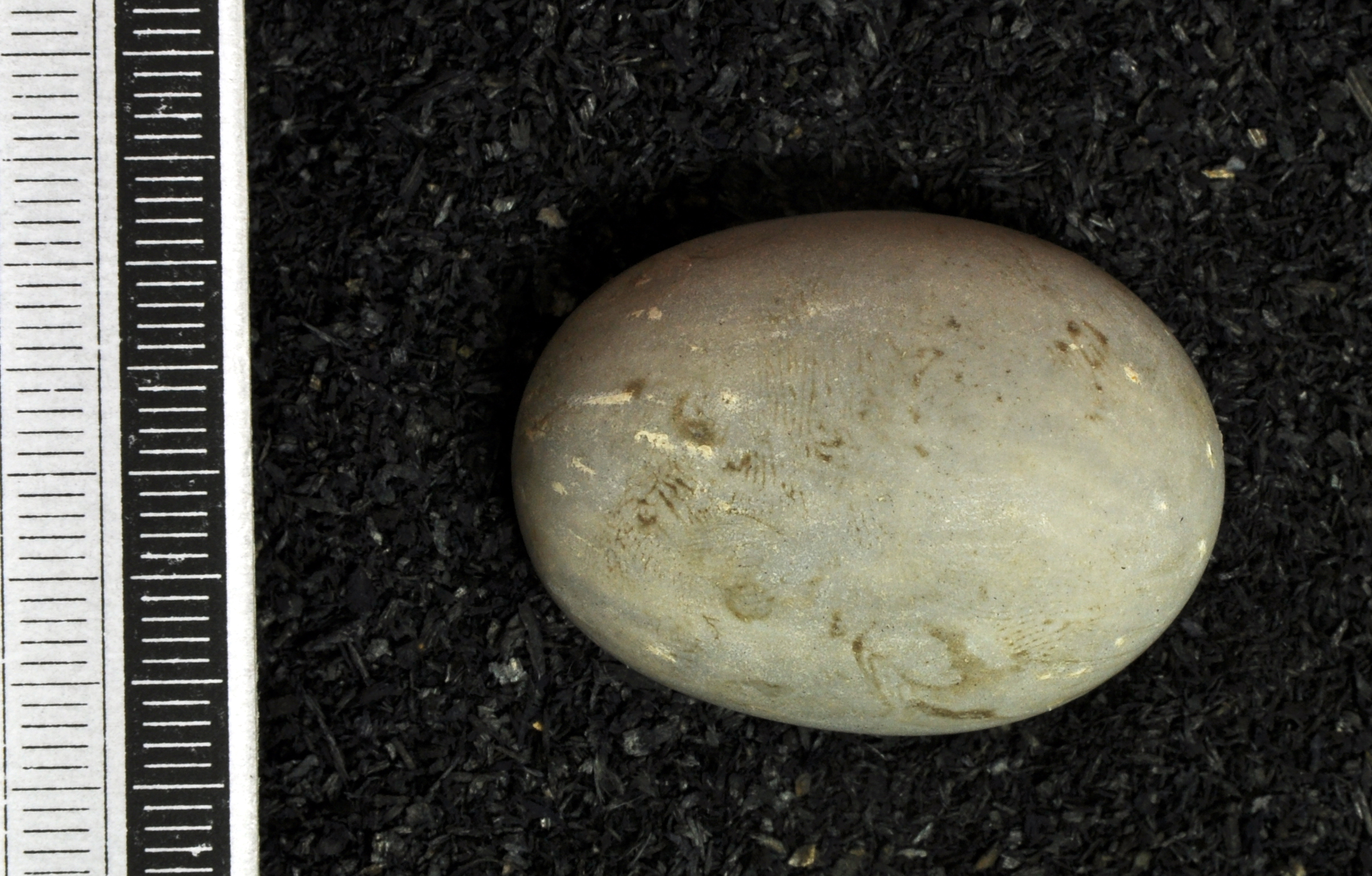
Ei, Sammlung Museum Wiesbaden

Legebeginn ist in Florida im Mai, in Gebieten mit saisonalen Regenzeiten beginnt die Eiablage kurz nach deren Beginn; in solchen ohne Regenzeiten können zu jeder Jahreszeit Bruten stattfinden. Zwei Jahresbruten sind die Regel, drei nicht selten. Mit der Eiablage beginnt offenbar das rangniedrigste Weibchen. Das nächste Weibchen entfernt nicht selten die Eier, häufiger jedoch bedeckt es sie mit großen Blättern und legt darauf ihre eigenen Eier. Das nächste handelt ebenso. So können sehr große Gelege entstehen, solche mit über 30 Eiern wurden festgestellt.  Ausgebrütet wird allerdings nur die oberste Lage. Es kann zu heftigen Kämpfen kommen, wenn Weibchen versuchen, ihre eigenen Eier wieder an die Oberfläche zu bringen. Das letzte Gelege wird von seinem Weibchen oft bewacht. Es verlässt das Nest kaum mehr und wird bis zum Schlüpfen der Küken am Nest gefüttert.
Die höchste Anzahl von Lagen mit vergrabenen Eiern wurde in einem Nest in Puerto Rico festgestellt. Es enthielt 8 Lagen mit 22 abgestorbenen Eiern und 7 Nestlinge. Bei Gemeinschaftsbruten schlüpfen die erstgelegten Eier in der Regel nicht. Die Gelegegrößen reichen von 4,3 Eiern bei einem Weibchen, 9,5 bei zwei Weibchen 14,8 bei drei Weibchen und 21,3 Eier bei vier Weibchen. Die grünlichblauen, mit einer weißlichen, durchscheinenden Kalkschicht überzogenen Eier mit den Maßen 35 × 26 Millimeter wiegen 11,5 Gramm, sind also für einen Vogel dieser Größe sehr groß und schwer. Das Paar, dessen Weibchen zuletzt gelegt hat, besorgt den Großteil des Brutgeschäfts, die anderen Gruppenmitglieder assistieren. Während der Nacht scheint immer das dominante Männchen zu brüten. Die Brutdauer beträgt 13–14 Tage. Falls Eier von früheren als dem letztgelegten Gelege schlüpfen, ist der Entwicklungsrückstand der zuletzt geschlüpften Küken zum Teil so groß, dass sie der Nestlingskonkurrenz nicht gewachsen sind und zugrunde gehen. Die Jungen werden von allen Familienmitgliedern, auch den Jungvögeln von früheren Bruten, gehudert, beschattet und mit Nahrung versorgt. Sie entwickeln sich sehr schnell und verlassen mit frühestens 10 Tagen, meist aber etwas später das Nest. In diesem Alter sind sie zu kurzen Flatterflügen fähig, voll flugfähig werden sie mit etwa drei Wochen. Sie verbleiben 8 Monate bis ein Jahr in der Familiengruppe, bis sie dismigrieren.

### Bruterfolg und Lebenserwartung
Der Bruterfolg und die Reproduktionsraten je Brutpaar sind gering. Ausschlaggebend dafür ist das Brutsystem, das weit mehr als die Hälfte der gelegten Eier von einer erfolgreichen Inkubation ausschließt sowie die hohe Nestlingssterblichkeit durch Nestlingskonkurrenz, Krankheiten und Nesträuber. Die höchsten Reproduktionsraten haben 4-Paar-Gruppen, bei denen etwa 1,4 Jungvögel pro Weibchen ein Alter von 20 Tagen erreichen.
Zur Lebenserwartung des Glattschnabelani liegen keine Angaben vor.

## Systematik
Die Art gehört zur kleinen Gattung Crotophaga, der außer ihr noch der Riesenani und die Schwesterart Riefenschnabelani angehören. Schwestergattung ist die auf Südamerika beschränkte, monotypische Gattung Guira mit nur einer Art. Die drei Ani-Arten und der Guirakuckuck bilden die Unterfamilie Crotophaginae. Die Art ist monotypisch, es werden keine Unterarten beschrieben.

## Etymologie und Forschungsgeschichte
Die Erstbeschreibung des Glattschnabelanis erfolgte 1758 durch Carl von Linné unter dem wissenschaftlichen Namen Crotophaga ani. Als Verbreitungsgebiet gab er Amerika und Afrika an. Mit der Art führte auch die neue Gattung Crotophaga ein. Der Begriff ist ein Wortgebilde aus κροτων, κροτωνος krotōn, krotōnos für dick und -φαγος, φαγειν -phagos, phagein für -essend, essen. Der Artname »ani« stammt aus der Tupi-Sprache von Anim für ein sozialer Vogel. Crotophaga lævirostra Swainson, 1837 und Crotophaga rugirostra Swainson, 1837 werden heute als Synonym zur Nominatform betrachtet.  »Lævirostra«  leitet sich von lateinisch levis ‚glatt, bartlos‘ und lateinisch -rostris, rostrum ‚-schnäbelig, Schnabel‘ ab, »rugirostra« von lateinisch ruga ‚Falten‘ und lateinisch -rostris, rostrum ‚-schnäbelig, Schnabel‘. Alfred Laubmann sah in seinem Werk Die Vögel von Paraguay den Glattschnabelani in ganz Südamerika weit verbreitet.

## Bestand und Bedrohung
Der Glattschnabelani hat ein sehr großes Verbreitungsgebiet von über 14 Mio Quadratkilometern. Der Bestand wird auf 20 Mio. adulte Vögel geschätzt. Globale Bestandstrends bestehen nicht, doch scheint die Art von den umfangreichen Rodungen der Primärwälder profitieren zu können, die in ihrem Verbreitungsgebiet stattfinden. Sie gilt deshalb als nicht gefährdet. Die leichten Bestandsrückgänge in Florida werden auf großflächigen Insektizideinsatz zurückgeführt.